# Redu

Redu é uma cidade belga, situada nas Ardenas.
Nesta cidade existe uma estação de telecomunicações espaciais. É considerada uma cidade literária desde 1984.